# Гейтс, Томас Соверейн
Томас Соверейн Гейтс младший (англ. Thomas Sovereign Gates Jr., 10 апреля 1906 — 25 марта 1983, Филадельфия) — американский государственный деятель, занимавший пост министра обороны в 1959—1961 годах, в администрации президента Эйзенхауэра.

## Биография
Родился в Джермантауне, штат Пенсильвания в семье инвестиционного банкира, который впоследствии стал президентом Пенсильванского университета.
Окончил Пенсильванский университет в 1928. Работал в инвестиционной компании Drexel and Company в Филадельфии. В 1940 году стал партнёром.
В 1935 году поступил в резерв флота. Был призван на активную службу в апреле 1942 года с началом Второй мировой войны. Прошёл обучение в школе авиационной разведки. Служил в штабе CINCLANT (главнокомандующего атлантическим театром). Участвовал в высадке американских войск в северной Африке. В 1943 году служил на авианосце USS Monterey на Тихом океане, участвовал в операции по захвату острова Тарава. В 1944—1945 годах снова служил на атлантическом театре. Вышел в отставку в октябре 1945 году.
Работал директором «Beaver Coal Corporation», в 1948 стал вице-президентом компании. 2 октября 1953 года был назначен президентом Эйзенхауэром заместителем министра флота. с 1 апреля 1957 года — министр флота. В 1959 году сменил Нила Макэлроя на посту министра обороны США. В августе 1960 Гейтс создал объединённый штаб планирования стратегических целей (Joint Strategic Target Planning Staff), предназначенный для координации и распределения целей ядерных ударов между авиацией, флотом и ракетами наземного базирования. Во время работы Гейтса к бомбардировщикам, несущим ядерное оружие, добавились межконтинентальные баллистические ракеты, такие как «Атлас», Титан и «Минитмен», и ракеты подводных лодок «Полярис». На время работы Гейтса пришёлся скандал со сбитым над территорией СССР разведывательным самолётом U-2 и судом над его пилотом Гэри Пауэрсом.
Гейтс ушёл в отставку 20 апреля 1961 года. Был директором и президентом «Morgan Guaranty Trust». Был назначен президентом Ричардом Никсоном председателем важной комиссии, рассматривавшей вопрос о переход от призывной к добровольческой армии. В 1976—1977 годах был главой представительства США в КНР в ранге посла.
Умер в Филадельфии 25 марта 1983 года. После него остались три дочери и множество внуков и правнуков. Именем Гейтса назван ракетный крейсер американского флота «USS Thomas S. Gates» (CG-51).